# دانشکدگان مدیریت دانشگاه تهران
دانشکدگان مدیریت دانشگاه تهران ، یکی از "مجموعه دانشکده‌ها"ی دانشگاه تهران است که در شهر تهران قرار دارد. این کالج؛ شامل شش دانشکده ی "مدیریت صنعتی و فناوری"، "مدیریت کسب و کار"، "حسابداری و علوم مالی" ، "مدیریت دولتی و علوم سازمانی"، "تجارت و بازرگانی" و "گردشگری" با بیش از ۴۰۰۰ دانشجو می باشد. با توجه به تغییر عناوین پردیس های دانشگاه تهران همانند پردیس‌ فنی، پردیس هنر، پردیس ابوریحان و ... که مجموعه از دانشکده های دانشگاه تهران بوده و پذیرای دانشجویان آموزش رایگان می باشند به "دانشکدگان"  از سال ۱۴۰۲ دانشکده مدیریت نیز که  مجموعه ای از چندین دانشکده در دانشگاه تهران است، به " دانشکدگان مدیریت" تغییر نام یافته است.
این دانشکدگان  در مقطع کارشناسی، کارشناسی ارشد و دکتری تخصصی در رشته‌های مختلف  همچون مدیریت دولتی، مدیریت بازرگانی، حسابداری و... دانشجو می‌پذیرد.

## تاریخچه

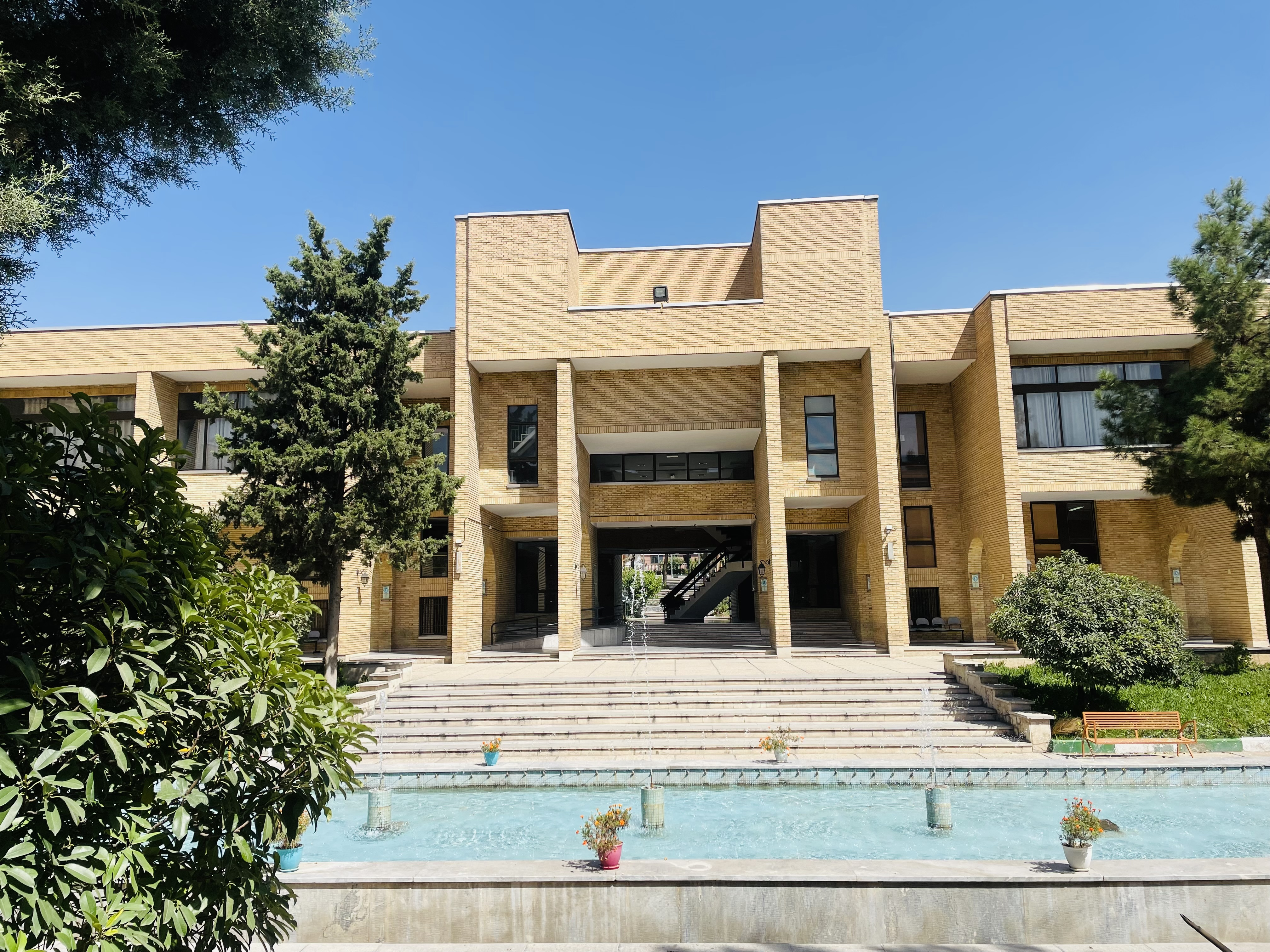
حیاط اصلی دانشکدگان مدیریت

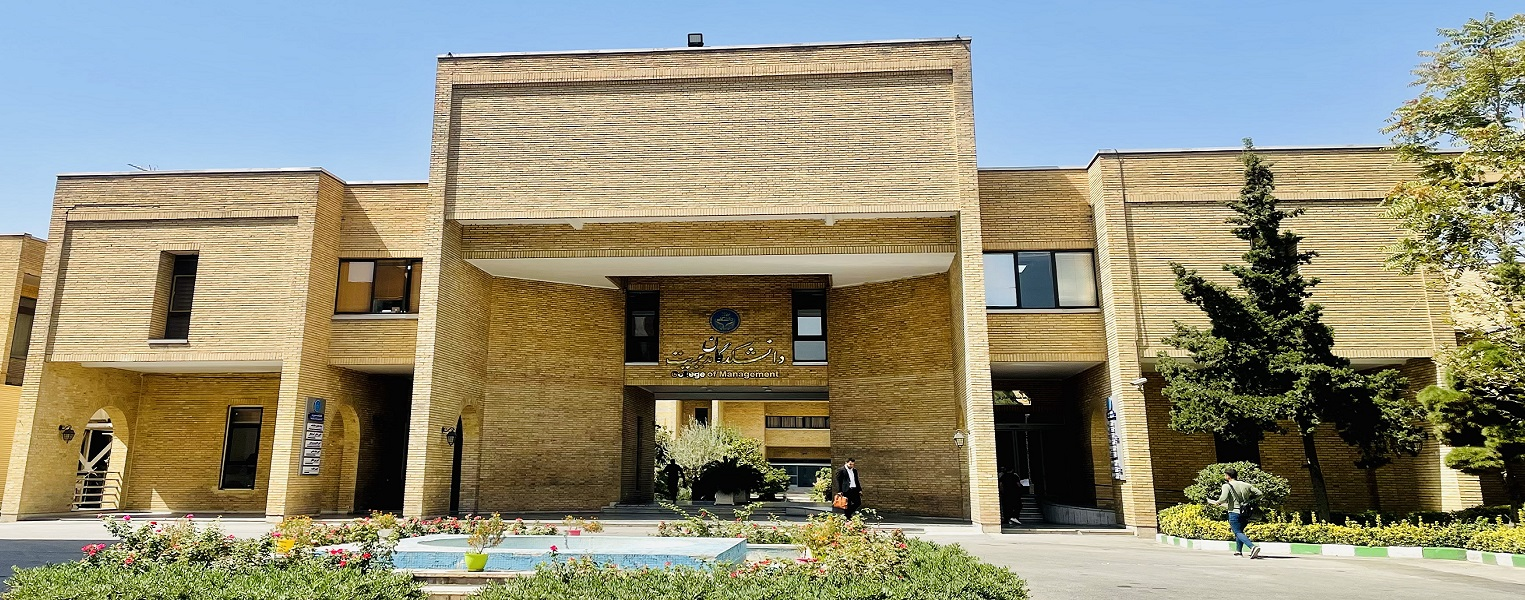
ساختمان مرکزی دانشکدگان مدیریت

دانشکده مدیریت دانشگاه تهران تحت عنوان موسسه علوم اداری در سال ۱۳۳۳ هجری شمسی به موجب عقد قرارداد بین دانشگاه تهران و دانشگاه کالیفرنیای جنوبی به منظور تربیت مدیران برای اداره سازمان های دولتی و خصوصی، در دانشکده حقوق دانشگاه تهران راه اندازی گردید و فعالیت خود را با همکاری گروهی از استادان آمریکایی آغاز نمود. از شهریور ۱۳۳۶ اداره آن به متخصصان و استادان ایرانی واگذار گردید و موسسه نیز بنام « موسسه علوم اداری و بازرگانی » تغییر نام یافت. در سال ۱۳۴۳ با تصویب شورای دانشگاه و تایید شورای مرکزی دانشگاه ها این مرکز علمی با تغییر نام به « دانشکده علوم اداری و مدیریت بازرگانی » به فعالیت های آموزشی و پژوهشی خود ادامه داد. در تاریخ دی ماه سال ۱۳۷۸ بر اساس مصوبه شورای دانشگاه تهران و سپس در تیر ماه ۱۳۷۹، براساس مصوبه شورای گسترش آموزش عالی نام دانشکده علوم اداری و مدیریت بازرگانی به «دانشکده مدیریت» دانشگاه تهران تغییر یافت.
در سال ۱۳۴۷ مقطع کارشناسی رشته حسابداری، در سال ۱۳۵۴ رشته دکترای مدیریت، در سال ۱۳۶۲ کارشناسی رشته مدیریت صنعتی و در سال ۱۳۶۶ کارشناسی مدیریت بیمه به رشته‌ها و مقاطع قبلی اضافه گردید. همچنین در سال ۱۳۶۷ دوره دکتری مدیریت پس از انقلاب فرهنگی مجدداً بازگشایی گردید.
فضل‌الله اکبری از نخستین رئیسان دانشکده در این باره چنین می‌گوید: 
« ... در طول سال ۱۳۴۲ توضیحاتم رئیس وقت دانشگاه تهران را متقاعد و مصمم کرد که دانشگاه تهران، مانند بسیاری از مهمترین دانشگاه‌های جهان، و به لحاظ نیاز کشور، می‌باید دانشکده‌ای برای آموزش و تحقیقات مدیریت داشته باشد. در ابتدای شهریور ۱۳۴۳ شادروان دکتر صالح رئیس دانشگاه، در جلسه‌ای پرشور و با مخالفتهای بسیار، بالاخره تاسیس دانشکده علوم اداری و مدیریت بازرگانی را به تصویب شورایعالی فرهنگ رسانید ... . مخالفت‌ها با تاسیس این دانشکده، اولین در نوع خود در کشور، بیشتر از ناشناخته بودن مدیریت به عنوان رشته‌ای از دانش ناشی می شد.»

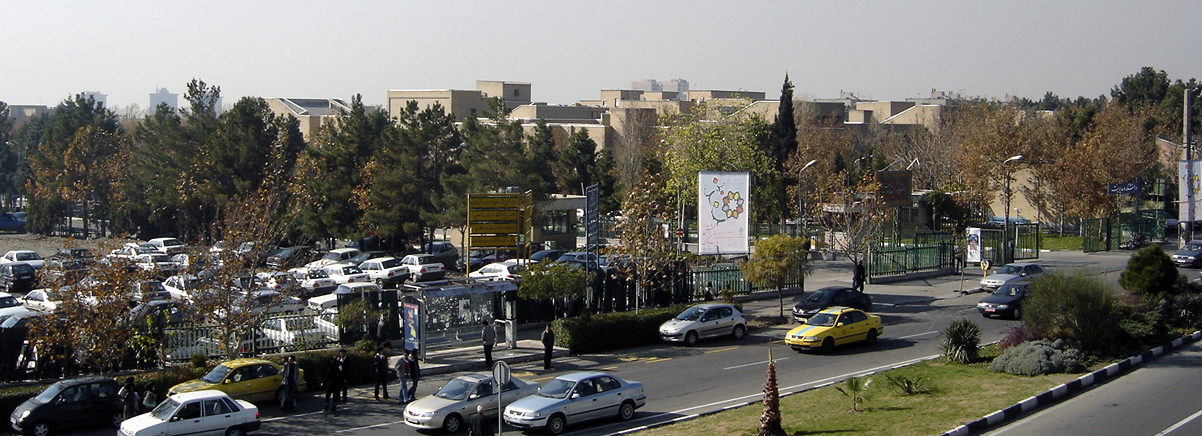
دانشکده مدیریت از زاویه پل گیشا

با توجه به گسترش فعالیت های علمی دانشکدگان، براساس مصوبه هیئت امنای دانشگاه تهران در تاریخ اسفند ماه سال ۱۴۰۱ مبنی بر ارتقاء ساختاردانشکده به سطح"دانشکدگان مدیریت"متشکل از  دانشکده های چهارگانه *دانشکده مدیریت صنعتی و فناوری ،*دانشکده مدیریت کسب و کار، *دانشکده حسابداری و علوم مالی و *دانشکده مدیریت دولتی و علوم سازمانی ، این موضوع در تاریخ ۱۲ اردیبهشت ماه سال ۱۴۰۲ مقارن با بزرگداشت مقام معلم و استاد با حضور وزیر عتف و همزمان با افتتاح سردر جدید به‌طور رسمی اعلام گردید..
براساس موصبه مورخ ۱۴۰۳/۰۵/۱۶ هیات امنا دانشگاه تهران و در راستای انسجام بخشی و هم افزایی هرچه بیشتر، دانشکده های *دانشکده تجارت و بازرگانی و همچنین *دانشکده گردشگری به دانشکدگان مدیریت الحاق گردید.
ساختار سازمانی دانشکده، متشکل از "ریاست" و دو معاونت "علمی" *معاونت علمی دانشکدگان مدیریت و "اجرایی" *معاونت اجرایی دانشکدگان مدیریت می‌باشد. اکنون ریاست دانشکده را *دکتر طاهر روشندل اربطانی برعهده دارد..
در سالهای اخیر دانشکدگان مدیریت، همکاری گسترده‌ای را در زمینه علمی و پژوهشی، با مؤسساتی همچون گروه صنعتی گلرنگ، شرکت "های وب"، بنیاد فرهنگی مصلی نژاد  ، بنیاد علمی قلم چی  ، شرکت نستله و شرکت یونیلیور  انجام می‌دهد. دانشکدگان مدیریت در سند استراتژیک خود، "توسعه کیفی"، "بین‌المللی شدن" و "گسترش تعاملات با صنعت" را در افق پیش روی خود، به عنوان اهداف اصلی تعریف نموده است .

## وضعیت کنونی
هم اکنون این دانشکدگان با دارا بودن بیش از ۱۳۰ عضو هیئت علمی(*اعضا هیات علمی دانشکدگان مدیریت) تمام‌وقت و بیش از 700 دانشجوی مقطع دکتری تخصصی، ۱۵۰۰ دانشجوی کارشناسی ارشد و ۱۲۵۰ دانشجوی مقطع کارشناسی، آموزش و پروراندن نیروهای کارشناس در رشته‌های مدیریت بازرگانی، مدیریت دولتی، مدیریت صنعتی، مدیریت مالی، حسابداری، مدیریت کسب و کار (MBA)، مدیریت منابع انسانی، مدیریت شهری، مدیریت رسانه و مدیریت فناوری اطلاعات،مدیریت امور بانکی و مدیریت بیمه در مقطع‌های کارشناسی، کارشناسی ارشد و دکترای تخصصی را بر عهده دارد. برنامه درسی مقاطع کارشناسی، کارشناسی ارشد و دکتری دانشکدگان از اینجا  قابل دسترسی هستند.
دبیرخانه برخی از کنفرانس‌های علمی مهم رشته مدیریت در ایران؛ همچون کنفرانس مدیریت استراتژیک، کنفرانس ملی ارتباطات بازاریابی و برندینگ (پیشتر کنفرانس مدیریت بازاریابی)، کنفرانس مدیریت منابع انسانی و جایزه ملی تحول دیجیتالی ایران در این دانشکدگان مستقر است.

### استادان برجسته‌ی کنونی
دانشکدگان مدیریت دانشگاه تهران به عنوان اولین دانشکده مدیریت در ایران، همواره دانشجویان و پژوهشگران نخبه را به خود جذب کرده است. گفتنی است که گروه‌های اصلی تشکیل دهنده دانشکدگان مدیریت، گروه مدیریت دولتی و گروه مدیریت بازرگانی بوده و سایر گروه‌ها از این دو گروه به تدریج تفکیک شده اند.
استادان برجسته دانشکدگان مدیریت دانشگاه تهران عبارتند از:
- دکتر محمد ابویی اردکان
- دکتر مجتبی امیری
- دکتر علی اصغر پورعزت
- دکتر محمدسعید تسلیمی
- دکتر رضا تهرانی
- دکتر احمد جعفرنژاد
- دکتر علی دیواندری
- دکتر رضا راعی
- دکتر سیدمصطفی رضوی
- دکتر طاهر روشندل اربطانی
- دکترسیدرضا سیدجوادین
- دکتر بابک سهرابی
- دکتر سعید شیرکوند
- دکتر آرین قلی پور
- دکتر علی محقر
- دکتر شاپور محمدی
- دکتر وحید محمودی
- دکتر سید محمد مقیمی
- دکتر عباس منوریان
- دکتر ساسان مهرانی
- دکتر محمدرضا مهرگان

## ساختمان دانشکدگان
این دانشکده در آغاز در دانشکده حقوق دانشگاه تهران جای داشت. سپس به ساختمانی در خیابان ابوریحان منتقل شد و سرانجام در سال ۱۳۶۴ به ساختمان تازه ساخت در بزرگراه جلال آل‌احمد (پل گیشا) (محل کنونی)  منتقل گردید. معمار ساختمان کنونی دانشکدگان، حسین امانت است.
در سال ۱۳۷۵ ساختمان الغدیر(*دانشکده مدیریت صنعتی و فناوری کنونی) به همراه آمفی‌تئاتر آن در چهار طبقه ساخته شد و در سال ۱۳۹۰ ساختمان امام رضا (*دانشکده حسابداری و علوم مالی کنونی) توسط بنیاد فرهنگی مصلی نژاد در دانشکدگان احداث شده است. همچنین سالن ورزشی شهدای دانشکدگان مدیریت در سال ۱۳۹۴ با مشارکت شهرداری منطقه ۶ تهران به بهره برداری رسید.
ساختمان دانشکدگان مدیریت در فهرست آثارملی ایران ثبت شده است .

## گروه‌های آموزشی قدیمی
1. گروه حسابداری [۲۱]
2. گروه مهندسی مالی [۲۲]
3. گروه بازارها و نهادهای مالی [۲۳]
4. گروه مدیریت تکنولوژی و نوآوری [۲۴]
5. گروه مدیریت فناوری اطلاعات [۲۵]
6. گروه مدیریت عملیات و علوم تصمیم [۲۶]
7. گروه مدیریت رسانه و ارتباطات کسب و کار [۲۷]
8. گروه استراتژی و سیاست گذاری کسب و کار [۲۸]
9. گروه بازاریابی و توسعه بازار [۲۹]
10. گروه علم اطلاعات و مدیریت دانش [۳۰]
11. گروه رهبری و سرمایه انسانی [۳۱]
12. گروه خط‌مشی و اداره امور عمومی  [۳۲]

پیش از این گروه های آموزشی مطالعات مدیریت اسلامی و مدیریت ارشد کسب‌وکار (MBA) در دانشکدگان وجود داشتند که یا منحل شده و یا در گروه های آموزشی دیگر ادغام گشتند. گروه آموزشی علم اطلاعات و دانش‌شناسی (رشته کتابداری سابق) از سال ۱۳۹۵ به این دانشکدگان اضافه شد. همچنین این دانشکدگان دوره‌های یکساله MBA و DBA (دکتری مدیریت کسب‌وکار) را برگزار می‌نماید.

## گروه‌های آموزشی جدید
بنا به آخرین اطلاعات موجود و طبق آخرین تغییرات ساختاری، گروه‌های آموزشی زیر  در حال حاضر در دانشکدگان مدیریت فعالیت می‌کنند:
| دانشکده مدیریت دولتی و علوم سازمانی | گروه آموزشی خط مشی گذاری و اداره عمومی        |
| دانشکده مدیریت دولتی و علوم سازمانی | گروه آموزشی معماری سازمانی                    |
| دانشکده مدیریت دولتی و علوم سازمانی | گروه آموزشی رهبری و سرمایه انسانی             |
| دانشکده مدیریت دولتی و علوم سازمانی | گروه علم اطلاعات و مدیریت دانش                |
| دانشکده مدیریت کسب و کار            | گروه آموزشی استراتژی و سیاست گذاری کسب و کار  |
| دانشکده مدیریت کسب و کار            | گروه آموزشی مدیریت بازاریابی و توسعه بازار    |
| دانشکده مدیریت کسب و کار            | گروه آموزشی مدیریت رسانه و ارتباطات کسب و کار |
| دانشکده حسابداری و علوم مالی        | گروه آموزشی حسابداری                          |
| دانشکده حسابداری و علوم مالی        | گروه آموزشی بازارها و نهادهای مالی            |
| دانشکده حسابداری و علوم مالی        | گروه آموزشی حسابرسی                           |
| دانشکده حسابداری و علوم مالی        | گروه آموزشی مهندسی مالی                       |
| دانشکده مدیریت صنعتی و فناوری       | گروه آموزشی مدیریت فناوری اطلاعات             |
| دانشکده مدیریت صنعتی و فناوری       | گروه آموزشی مدیریت تکنولوژی و نوآوری          |
| دانشکده مدیریت صنعتی و فناوری       | گروه آموزشی مدیریت سیستم و علوم تصمیم         |
| دانشکده مدیریت صنعتی و فناوری       | گروه آموزشی مدیریت تولید و عملیات             |
| دانشکده تجارت و بازرگانی            | گروه آموزشی تجارت بین الملل                   |
| دانشکده تجارت و بازرگانی            | گروه آموزشی مدیریت خدمات و اکوسیستم بازرگانی  |
| دانشکده گردشگری                     | گروه آموزشی سیاستگذاری و توسعه گردشگری        |
| دانشکده گردشگری                     | گروه آموزشی مدیریت خدمات و عملیات گردشگری     |

## امکانات آموزشی و پژوهشی
- کتابخانه
- سه سایت کامپیوتر (برای مقاطع کارشناسی، کارشناسی ارشد و دکتری)
- آزمایشگاه تحقیقات کسب‌وکار
- دفتر آموزشهای آزاد و کاربردی
- دفتر ارتباط با صنعت
- مرکز نوآوری کسب و کار
- مرکز توسعه رهبران کسب و کار
- هسته پژوهشی پایداری کسب و کار
- هسته پژوهشی کسب و کار دیجیتال
- کانون دانش آموختگان

## نشریه‌ها
اداره انتشارات دانشکدگان مدیریت از تابستان ۱۳۶۷ با انتشار فصلنامه «دانش مدیریت» آغاز به کار نمود. فصلنامه علمی - پژوهشی «بررسی‌های حسابداری و حسابرسی» از تابستان سال ۱۳۷۱ و دوفصلنامه علمی پژوهشی «تحقیقات مالی» از زمستان ۱۳۷۲در این اداره منتشر می‌شوند. فصلنامه «دانش مدیریت» نیز از دی ماه سال ۱۳۸۶ موفق به اخذ درجه «علمی - پژوهشی»  از سوی وزارت علوم، تحقیقات و فناوری شد. در تابستان ۱۳۸۷ «دانش مدیریت» پس از انتشار ۸۱ شماره به کار خود پایان داد و به چهار فصلنامه علمی _ پژوهشی «دانش مدیریت دولتی»، «دانش مدیریت بازرگانی»، «دانش مدیریت صنعتی» و «دانش مدیریت فناوری اطلاعات» بخش‌بندی شد. اکنون شش نشریه به شکل فصلنامه به نام‌های زیر منتشر می‌شود:
- بررسی‌های حسابداری و حسابرسی
- مدیریت دولتی
- مدیریت بازرگانی
- تحقیقات مالی
- مدیریت صنعتی
- مدیریت فناوری اطلاعات
- بررسی های مدیریت رسانه

### تشکل‌های فرهنگی و دانشجویی
- انجمن اسلامی دانشجویان
- جامعه اسلامی دانشجویان
- انجمن‌های علمی دانشجویی
- بسیج دانشجویی

## رؤسای دانشکدگان
نام و سال‌های ریاست رؤسای پیشین و کنونی دانشکدگان مدیریت دانشگاه تهران در دنباله آورده شده است :
| سال‌های ریاست | نام رئیس            |
| ------------ | ------------------- |
| ۱۳۳۳-۱۳۳۵    | هری مارلو           |
| ۱۳۳۳-۱۳۳۵    | موسی عمید           |
| ۱۳۳۵-۱۳۴۵    | علی اصغر پورهمایون  |
| ۱۳۴۵-۱۳۵۰    | فضل‌الله اکبری       |
| ۱۳۵۰-۱۳۵۵    | پرویز کیقبادی       |
| ۱۳۵۵-۱۳۵۷    | فیروز بهرامپور      |
| ۱۳۵۷-۱۳۵۹    | علیرضا بشارت        |
| ۱۳۵۹-۱۳۶۵    | علی وثوق            |
| ۱۳۶۵-۱۳۷۶    | علی رضاییان         |
| ۱۳۷۶-۱۳۸۵    | محمدسعید تسلیمی     |
| ۱۳۸۵-۱۳۹۲    | سیدرضا سیدجوادین    |
| ۱۳۹۲-۱۳۹۷    | طهمورث حسنقلی پور   |
| ۱۳۹۷-۱۴۰۰    | بابک سهرابی         |
| ۱۴۰۰-تاکنون  | طاهر روشندل اربطانی |

## استادان پیشین برجسته
- غلامرضا اسلامی بیدگلی
- فضل‌الله اکبری
- عبداله زندیه
- اسفندیار سعادت
- منوچهر شجاعی
- عباس صدقی
- حسن عابدی جعفری
- علی اکبر فرهنگی - چهره ماندگار در رشته مدیریت
- حسن میرزایی اهرنجانی
- ایرج نوروش
- علی وثوق
- داور ونوس

## برخی از دانش‌آموختگان سرشناس
- علی صالح آبادی
- رسول سعدی
- کوروش پرویزیان
- محمدرضا پورابراهیمی
- مهدی فضلی
- حسن قالیباف اصل
- جلال وافی ثانی
- عادل آذر
- سیدمهدی الوانی
- محمدجواد ایروانی
- محمدرضا داورزنی
- حسین دهقان
- علی ربیعی
- سیدعزت‌الله ضرغامی
- عبدالعلی علی عسگری
- محمد جواد عاصمی پور
- موسی غنی‌نژاد
- طهماسب مظاهری
- محسن مهرعلیزاده [۴۲]

## گالری عکس
- تصاویر ساختمان مرکزی دانشکدگان مدیریت
- تصاویر سردر جدید دانشکدگان مدیریت
- تصاویر دانشکده های چهارگانه دانشکدگان مدیریت